# オリンパス μ7020
オリンパス μ7020（おりんぱす みゅー 7020）とは、オリンパス光学工業のデジタルスチルカメラ、μシリーズの一機種である。

## 仕様
- 形式 ： デジタルカメラ
- 記録方式（静止画） ： JPEG（DCF準拠）、Exif 2.2対応、DPOF対応、PRINT Image Matching Ⅲ対応
- 記録方式（動画） ： AVI Motion JPEG
- 記録媒体 ： xDピクチャーカード（16MB-2GB）
- 有効画素数 ： 1200万画素
- 最大画像サイズ ：3968×2976（px）
- 本体重量 ：133g（電池/カードは別とする。）